# سن-ادوار-دو-فابر، کبک
سَن-اِدوار-دو-فابر (به فرانسوی: Saint-Édouard-de-Fabre) قصبه‌ای در منطقه شهری تمیسکامنگ ناحیه آبیتیبی-تمیسکامنگ در استان کبک کانادا است. در سرشماری سال ۲۰۱۱ این قصبه ۶۸۴ نفر جمعیت داشته‌است و مساحت آن ۲۱۶٫۱۸ کیلومتر مربع است.